# Sfilata storica
Una sfilata storica è una rappresentazione di avvenimenti storici di particolare rilevanza in occasione di festività locali in chiave socioculturale. A tale manifestazione si accompagnano spesso sagre di paese, palii e gare di ogni tipo.
Generalmente sono la rappresentazione di avvenimenti di portata storica del periodo medioevale. Gruppi di volontari si vestono con abiti tipici del periodo medioevale e sfilano per le strade e le piazze della città sia a piedi che a cavallo. Talvolta sono accompagnati da sbandieratori, prestigiatori e saltimbanchi che movimentano la festa.
Elenco delle principali sfilate storiche che si svolgono nei comuni italiani:
- Faradda di li candareri
- Miracol si grida
- Sfilata storica del Palio di Legnano